# Artabotrys gossweileri
Artabotrys gossweileri là loài thực vật có hoa thuộc họ Na. Loài này được Baker f. mô tả khoa học đầu tiên năm 1926.